# Dama (socken i Kina, Henan, lat 34,37, long 114,00)
Dama (kinesiska: 大马, 大马乡) är en socken i Kina. Den ligger i provinsen Henan, i den centrala delen av landet, omkring 54 kilometer sydost om provinshuvudstaden Zhengzhou.
Genomsnittlig årsnederbörd är 737 millimeter. Den regnigaste månaden är juli, med i genomsnitt 173 mm nederbörd, och den torraste är januari, med 3 mm nederbörd.